# 邢昕
邢 昕（けい きん、生年不詳 - 540年以降）は、北魏から東魏にかけての官僚・文人。字は子明。本貫は河間郡鄚県。

## 経歴
尚書郎中の邢偉の子として生まれた。幼くして父を失い、祖母の李氏に養育された。学問を好み、早くから文才を示した。524年（正光5年）、蕭宝寅が莫折天生の乱を討つべく関中に出征すると、邢昕はその下で東閤祭酒となり、文筆の事務を任された。軍中で盪寇将軍の号を受け、太尉記室参軍に累進した。後に吏部尚書李神儁の推挙により起居注をつとめた。532年（太昌元年）、中書侍郎に任じられ、平東将軍・光禄大夫の位を加えられた。ときに僭越の言があり、御史中尉の弾劾を受けて免官され、そのため「述躬賦」を作った。533年（永熙2年）、秘書監の常景とともに典儀注事をつとめた。534年（永熙3年）、孝武帝が釈奠の礼を行うと、邢昕は校書郎の裴伯茂らとともに録義をつとめた。侍読として入朝し、温子昇・魏収らとともに詔勅の文章を担当した。東魏が建国されると、郷里の河間に帰ったが、邢卲・魏季景・魏収らとともに鄴都に召し出された。まもなくまた郷里に帰り、さらにまた召し出された。537年（天平4年）、南朝梁の使者の劉孝儀らが東魏に来朝するにあたって、邢昕は兼正員郎として国境まで迎えに行った。後に孫騰に召されて司徒中郎となり、まもなく通直散騎常侍の位を受け、中軍将軍の号を加えられた。540年（興和2年）、李象の副使として南朝梁に赴いた。帰国後、高澄の意向で司徒右長史の任に内定していたが、正式な任命が下る前に、病のため死去した。車騎将軍・都官尚書・冀州刺史の位を追贈された。諡は文といった。生前に著された文章は、文集に収録された。

## 伝記資料
- 『魏書』巻85 列伝第73
- 『北史』巻43 列伝第31